# Hastings Highlands (Ontario)
Hastings Highlands – gmina (ang. township) w Kanadzie, w prowincji Ontario, w hrabstwie Hastings.
Powierzchnia Hastings Highlands to 967,43 km².
Według danych spisu powszechnego z roku 2001 Hastings Highlands liczy 3992 mieszkańców (4,13 os./km²).

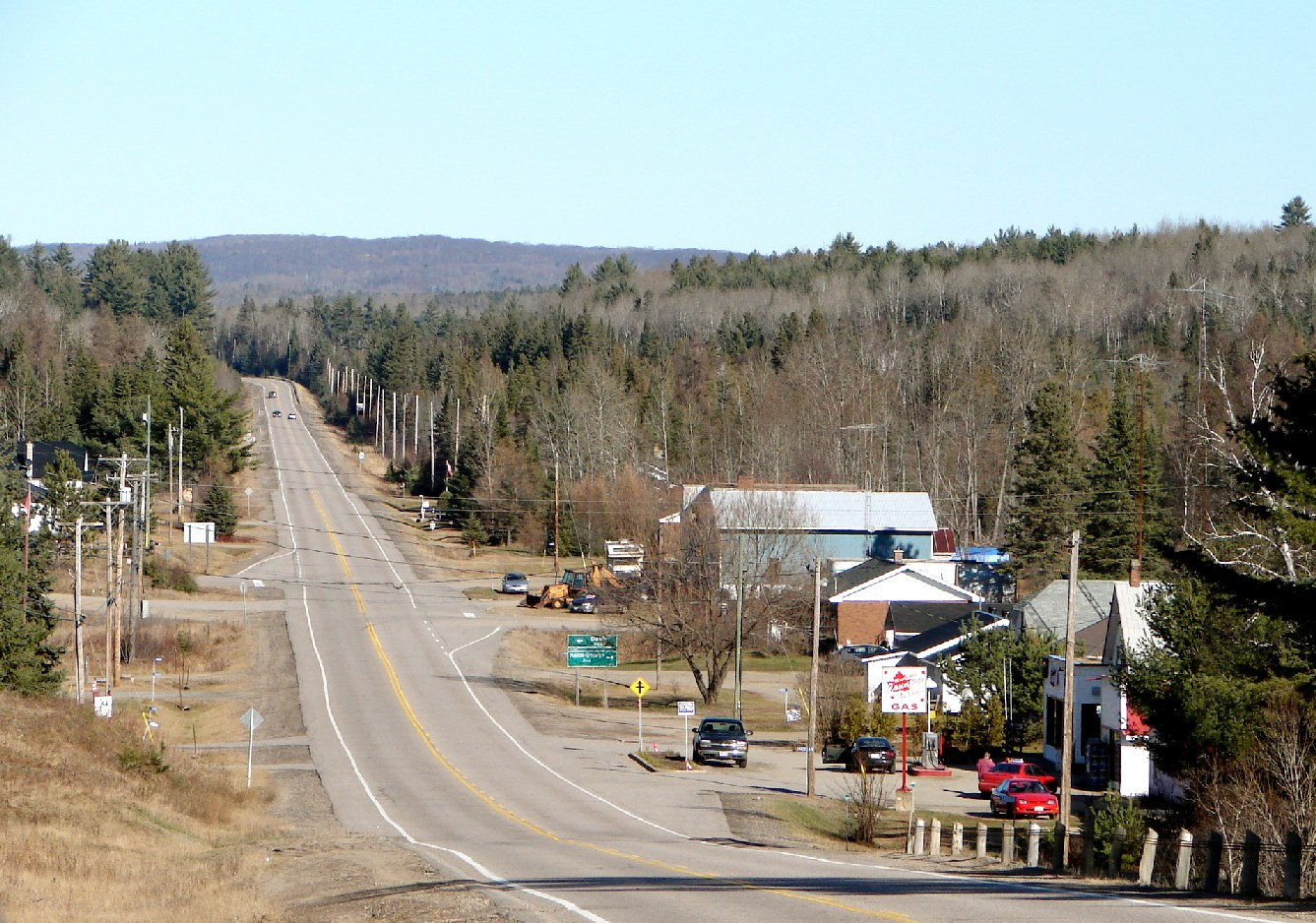
Maple Leaf